# سامانه خنک‌کاری
سامانه خنک‌کاری (به انگلیسی: Cooling system) برای انتقال و دفع گرمای حاصل از یک منبع گرما به یک منبع سرد استفاده می‌شود. این سامانه در موتورهای درون‌سوز، راکتورها، نیروگاه‌ها و در بخش‌های مختلف صنعت به اشکال گوناگونی دیده می‌شود.

## سامانه خنک‌کاری موتور درون‌سوز
این سامانه در موتورهای درون‌سوز بر اساس گردش آب در اطراف بلوک سیلندر و انتقال آن به رادیاتور کار می‌کند آب گرم اطراف سیلندر توسط لوله‌هایی به نام ژنت به رادیاتور که یک مبدل گرما است برده می‌شود با عبور هوا از بین پره‌های رادیاتور گرما از آب به هوا منتقل می‌شود. آب خنک در این مرحله توسط واتر پمپ دوباره به بلوکه سیلندر فرستاده می‌شود.